# Prečané

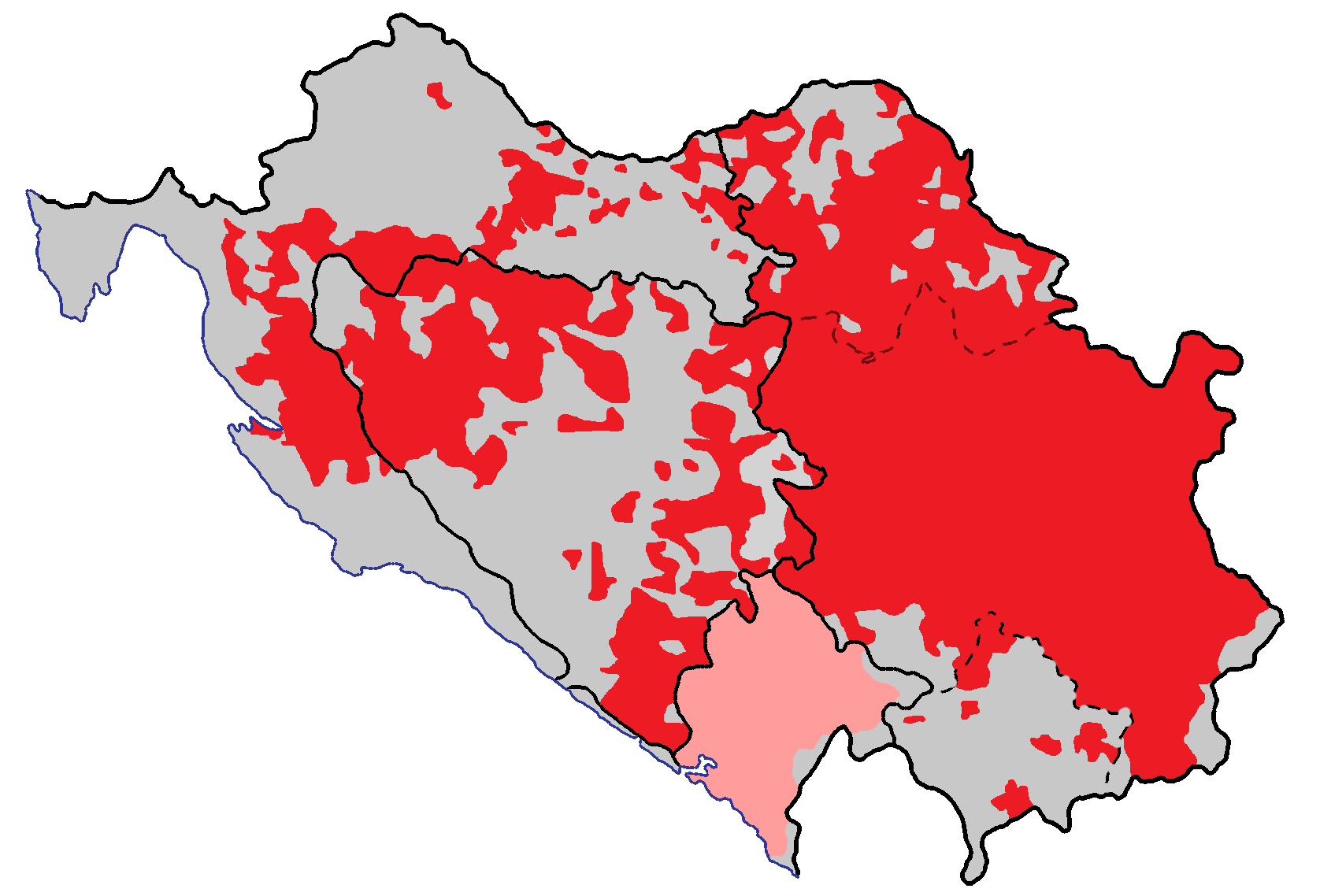
Srbské obyvatelstvo na mapě Srbska, Černé Hory, Bosny a Hercegoviny a Chorvatska v roce 1981.

Prečané (srbsky v cyrilici Пречани, v latince Prečani) je označení pro srbské obyvatelstvo, které obývá území západně od řeky Driny. Jedná se o Srby, žijící především v Bosně a Hercegovině a v Chorvatsku. 

## Etymologie
Název Prečané pochází od srbského slova преко (přes), neboť označuje "ty, kteří žijí přes řeku Drinu". Viděno ze srbského pohledu se západně za řekou Drinou nacházejí Chorvatsko a Bosna a Hercegovina. Další označení tohoto obyvatelstva kromě termínu Prečané jsou také Prečanští Srbové, Prekodrinští Srbové (Прекодрински Срби/Prekodrinski Srbi).

## Užití
Termín byl široce rozšířen především v 19. století, v období napětí mezi Srbskem a Rakousko-Uherskem a během existence Království Jugoslávie. Prečani měli totiž značný politický vliv v celé Jugoslávii a o jejich hlasy se v nejednotném a heterogenním státě ucházela spousta politických formací. Termín byl užíván výhradně v Srbsku; na území Bosny a Hercegoviny a Slavonie nebyl nikterak mezi pravoslavným obyvatelstvem populární; neexistovala ani jedna společná prečanská identita.[zdroj?]